# Bitwa pod Panion
Bitwa pod Panion – starcie zbrojne, które miało miejsce w roku 200 p.n.e. i rozstrzygnęło losy piątej wojny syryjskiej (201–189 p.n.e.). Bitwa zakończyła się zwycięstwem oddziałów Seleucydów pod wodzą Antiocha III nad wojskiem Ptolemeuszy dowodzonym przez Skopasa, najemnika etolskiego, cieszącego się sławą wytrawnego i doświadczonego dowódcy.
Obaj wodzowie wiedli ze sobą potężne armie - każda po kilkadziesiąt tysięcy żołnierzy, a do spotkania doszło w okolicach źródeł Jordanu, niedaleko miejscowości Panion.

## Skład armii
Armia Antiocha składała się z ciężkiej piechoty – klasycznej falangi macedońskiej, półciężkiej elitarnej piechoty, zwanej „srebrne tarcze” (obie te formacje rekrutowane były spośród grecko-macedońskich osadników wojskowych), lekkiej piechoty, najczęściej osłaniającej falangę z boków, złożonej z kontyngentów dostarczonych przez inne nacje (Galatów i Traków). Również z Greków i Macedończyków składały się chiliarchie jazdy wojsk syryjskich. Oprócz wymienionych formacji Antioch dysponował licznym kontyngentami ze wschodnich satrapii swego państwa, (zwłaszcza po swej wyprawie na Wschód, z której niedawno powrócił) na które składały się słonie i pancerna ciężka jazda – katafrakci.
Wojska Skopasa składały się przede wszystkim z najemników greckich, zaciągniętych zarówno w posiadłościach Lagidów (nie tylko w Egipcie), jak również (podobnie jak pod Rafią kilkanaście lat wcześniej) Egipcjan uzbrojonych na wzór macedoński, oprócz tego władze w Aleksandrii przeznaczyły sporo funduszy na zaciągi w Grecji właściwej. Atutem wodza egipskiego była jazda etolska, uważana za najlepszą w świecie greckim.

## Przebieg bitwy
Skopas, jako doświadczony wódz, był świadomy przewagi Antiocha w ciężkozbrojnych żołnierzach i słoniach, ale wiedział też, że taka armia jest mniej ruchliwa i mobilna w boju. Ten atut chciał wykorzystać, mając więcej lżejszych żołnierzy i etolską jazdę. Dlatego też dążył do stoczenia bitwy w terenie trudniejszym, bardziej pagórkowatym lub wręcz górzystym, gdzie Seleukidzie trudniej byłoby manewrować wojskami. Tego celu nie udało mu się jednak osiągnąć, gdyż armia Antiocha zdążyła już zejść ze wzgórz Golan i rozlokowała się nieopodal miejscowości Panion, gdzie też doszło do konfrontacji obu armii. Teren bitwy rozdzielała rzeka, przez co wojska walczyły po jej dwóch stronach. Na północnym brzegu, gdzie teren był stosunkowo równy Antioch w całej pełni wykorzystał swą przewagę, poprzez atak katafraktów, którzy błyskawicznie rozbili etolską jazdę, tworzącą lewe skrzydło osłaniające bok falangi ptolomejskiej, która po utracie tej ochrony była właściwie bezbronna wobec powtórnego ataku ciężkiej jazdy Antiocha. Dzieła pogromu dokończyły słonie Antiocha, które runęły na prawe skrzydło armii ptolomejskiej, gdzie kawaleria egipska, widząc okrążenie centrum, wycofała się. Tymczasem sam Skopas widząc klęskę swych wojsk na północnym brzegu rzeki, przemieścił się na południowy jej brzeg, gdzie bitwa miała nieco odmienny przebieg. Antioch miał tam nieco lżejsze wojska, którymi dowodził jego starszy syn (również Antioch), zapewne w większości z kontyngentów wschodnich. Etolska jazda święciła tutaj tryumf, gdyż z łatwością rozproszyła piechotę seleukidzką i zmusiła do wycofania się jazdę Antiocha. Jednakże Etolowie nie mogli pokonać antiochowych słoni, a tym samym przeważyć zwycięstwa na stronę Skopasa, gdyż nie byli w stanie przebić się na północny brzeg rzeki, a nawet gdyby im się to udało to i tak nie odwróciliby losów całej bitwy z powodu pogromu znacznej części armii tamże. Na dodatek konie etolskie zaczęły panicznie uciekać przed słoniami Antiocha, unosząc z sobą wielu jeźdźców. Klęska wojsk ptolomejskich była zupełna. Sam Skopas na czele pozostałych wojsk uciekł do Sydonu, który musiał jednak poddać wojskom Antiocha, gdyż nie miał sił i żywności, aby się tam utrzymać na dłuższą metę.
Skutki bitwy pod Panion były tragiczne dla Ptolomeuszy. Przede wszystkim utracili oni armię, której  już nie odbudowali, a także całą Syrię południową, Fenicję i Palestynę, o które zmagali się z Seleukidami od wieku.